# Férfi kajak kettes 200 méter a 2016. évi nyári olimpiai játékokon
A 2016. évi nyári olimpiai játékokon a kajak-kenu férfi kajak kettes 200 méteres versenyszámát augusztus 17. és 18. között rendezték a copacabanai Lagoa Rodrigo de Freitasban. 
Az olimpiai bajnok a spanyol Saúl Craviotto és Cristian Toro párosa lett. Magyarországról Tótka Sándor és Molnár Péter a negyedik helyen végzett.

## Versenynaptár
Az időpontok helyi idő szerint, zárójelben magyar idő szerint olvashatóak.
| Dátum                          | Időpont       | Forduló  |
| ------------------------------ | ------------- | -------- |
| 2016. augusztus 17., szerda    | 9:37 (14:37)  | Előfutam |
| 2016. augusztus 17., szerda    | 10:34 (15:34) | Elődöntő |
| 2016. augusztus 18., csütörtök | 9:39 (14:39)  | Döntő    |

## Eredmények

### Előfutamok
A győztesek a döntőbe, a többiek az elődöntőbe jutottak.
| Helyezés | Nemzet                                                                    | Idő      | Mj       |
| 1. futam | 1. futam                                                                  | 1. futam | 1. futam |
| -------- | ------------------------------------------------------------------------- | -------- | -------- |
| 1.       | Spanyolország (ESP) · Saúl Craviotto · Cristian Toro                      | 31,161   | Q        |
| 2.       | Magyarország (HUN) · Tótka Sándor · Molnár Péter                          | 31,438   |          |
| 3.       | Nagy-Britannia (GBR) · Liam Heath · Jon Schofield                         | 31,534   |          |
| 4.       | Németország (GER) · Ronald Rauhe · Tom Liebscher                          | 31,572   |          |
| 5.       | Kazahsztán (KAZ) · Sergij Tokarnickij · Andrej Jergucsov                  | 33,807   |          |
| 6.       | Dél-Korea (KOR) · Cshö Mingju (Choi Min-gyu) · Cso Gvanghi (Jo Gwang-hui) | 33,825   |          |
| 7.       | Olaszország (ITA) · Alberto Ricchetti · Mauro Crenna                      | 34,000   |          |
| 2. futam |                                                                           |          |          |
| 1.       | Litvánia (LTU) · Aurimas Lankas · Edvinas Ramanauskas                     | 31,755   | Q        |
| 2.       | Szerbia (SRB) · Nebojša Grujić · Marko Novaković                          | 31,776   |          |
| 3.       | Franciaország (FRA) · Sébastien Jouve · Maxime Beaumont                   | 31,855   |          |
| 4.       | Kanada (CAN) · Ryan Cochrane · Hugues Fournel                             | 32,749   |          |
| 5.       | Brazília (BRA) · Gilvan Ribeiro · Edson Silva                             | 33,021   |          |
| 6.       | Ausztrália (AUS) · Daniel Bowker · Jordan Wood                            | 34,246   |          |

### Elődöntők
| Helyezés | Név                                                                       | Idő      | Mj       |
| 1. futam | 1. futam                                                                  | 1. futam | 1. futam |
| -------- | ------------------------------------------------------------------------- | -------- | -------- |
| 1.       | Nagy-Britannia (GBR) · Liam Heath · Jon Schofield                         | 31,899   | Q        |
| 2.       | Németország (GER) · Ronald Rauhe · Tom Liebscher                          | 32,061   | Q        |
| 3.       | Szerbia (SRB) · Nebojša Grujić · Marko Novaković                          | 32,513   | Q        |
| 4.       | Brazília (BRA) · Gilvan Ribeiro · Edson Silva                             | 33,359   |          |
| 5.       | Olaszország (ITA) · Alberto Ricchetti · Mauro Crenna                      | 34,318   |          |
| 6.       | Ausztrália (AUS) · Daniel Bowker · Jordan Wood                            | 34,845   |          |
| 2. futam |                                                                           |          |          |
| 1.       | Magyarország (HUN) · Tótka Sándor · Molnár Péter                          | 32,138   | Q        |
| 2.       | Franciaország (FRA) · Sébastien Jouve · Maxime Beaumont                   | 32,526   | Q        |
| 3.       | Kanada (CAN) · Ryan Cochrane · Hugues Fournel                             | 33,494   | Q        |
| 4.       | Dél-Korea (KOR) · Cshö Mingju (Choi Min-gyu) · Cso Gvanghi (Jo Gwang-hui) | 33,767   |          |
| 5.       | Kazahsztán (KAZ) · Sergij Tokarnickij · Andrej Jergucsov                  | 35,151   |          |

### Döntők

#### B-döntő
| Helyezés | Nemzet                                                                    | Idő    |
| -------- | ------------------------------------------------------------------------- | ------ |
| 1.       | Dél-Korea (KOR) · Cshö Mingju (Choi Min-gyu) · Cso Gvanghi (Jo Gwang-hui) | 33,812 |
| 2.       | Brazília (BRA) · Gilvan Ribeiro · Edson Silva                             | 33,992 |
| 3.       | Ausztrália (AUS) · Daniel Bowker · Jordan Wood                            | 35,334 |
| 4.       | Kazahsztán (KAZ) · Sergij Tokarnickij · Andrej Jergucsov                  | 35,427 |
| 5.       | Olaszország (ITA) · Alberto Ricchetti · Mauro Crenna                      | 35,516 |

#### A-döntő
| Helyezés | Nemzet                                                  | Idő    |
| -------- | ------------------------------------------------------- | ------ |
| Arany    | Spanyolország (ESP) · Saúl Craviotto · Cristian Toro    | 32,075 |
| Ezüst    | Nagy-Britannia (GBR) · Liam Heath · Jon Schofield       | 32,368 |
| Bronz    | Litvánia (LTU) · Aurimas Lankas · Edvinas Ramanauskas   | 32,382 |
| 4.       | Magyarország (HUN) · Tótka Sándor · Molnár Péter        | 32,412 |
| 5.       | Németország (GER) · Ronald Rauhe · Tom Liebscher        | 32,488 |
| 6.       | Szerbia (SRB) · Nebojša Grujić · Marko Novaković        | 32,656 |
| 7.       | Franciaország (FRA) · Sébastien Jouve · Maxime Beaumont | 32,699 |
| 8.       | Kanada (CAN) · Ryan Cochrane · Hugues Fournel           | 33,767 |